# Frangepán I. Bertalan
Frangepán I. Bertalan (horvátul: Bartol I. Frankopan, ?– 1198. május 5. előtt) a Frangepán családból származó horvát főnemes, vegliai gróf.
I. Duim vegliai gróf fia volt, aki testvérével, I. Viddel 1163. augusztus 23-án évi 350 bizánci arany adó fejében élete végéig megkapta a Veglia (Krk) szigete feletti uralmat, amelyet haláláig apjuk birtokolt. A szerződés szerint a grófok a korábbi feltételekhez hasonlóan a dózse és a velencei tanács kívánalmainak megfelelően kötelesek voltak kormányozni és védeni területüket, az alattvalókkal való kapcsolattartásra vonatkozó rendelkezések változatlanok maradtak. Az utolsó vezérlő mechanizmusként Velence fenntartotta a jogot súlyos szerződésszegés esetén a sziget feletti uralomtól való megfosztásra.
Egy dolog azonban megkülönböztette a testvérpárt apjuktól. A szomszédos szárazföldi területekkel kapcsolatos viszony, valamint az erős és tartós kapcsolatok kialakítása
magyar-horvát királyokkal. Ahhoz, hogy megtaláljuk ennek a törekvésnek a gyökerét, a család első ismert tagjáig I. Duimig kell visszamenni. Duim ugyanis kétszer nősült, és a másik házasságából is született egy fia, II. Bertalan, aki I. Bertalan és Vid féltestvéreként nem örökölte a krki grófi címet. Ezért 1186-ban elhagyta a szigetet, és a szomszédos Horvátországban, III. Béla magyar király szolgálatában kereste a boldogulását. Béla pedig hűségéért és őszinteségéért (sinceritatem ac deuotionem dilecti ac fidelis nostri comitis Bartolomei - attendentes) 1193-ban a Horvát Királyság egész Modrus vármegyéjét örök időkre neki adta.
A testvérpár 1181-ben segítséget nyújtott a velenceieknek, hogy megtarthassák dalmáciai birtokaikat III. Béla király hódító törekvéseivel szemben, akinek uralma a Krk szigettel szomszédos területek határáig ért. A testvérek megerősítették Krk városát is, ahol 1191-ben a város tanácsával közösen várat építettek, benne tanácsteremmel és börtönnel. A szigeten legfontosabb szárazföldi és tengeri utak mentén más erődöket is emeltek, amelyek részben lakóhelyként is szolgáltak. Az ilyen korai Frangepán erődöket gyakran távol építették a nagyobb településektől, egyrészt személyes biztonságuk érdekében, másrészt a rájuk bízott vagyon felügyeletének eszközeként.
Bátyja halála után Bertalan továbbra is velencei alattvalóként uralta a szigetet. 1197-ben konfliktusa alakult ki Krk lakóival az adófizetés elmulasztása miatt. A vitában, az év júliusában a dózse követe Enrico Dandolo döntött, Bertalan javára, aki mintegy 300 helybeli polgárt kötelezett az elmaradt adók megfizetésére. Bertalan nem sokkal ezután meghalt. Halálának pontos dátuma nem ismert. 1198. május 5-én már minden bizonnyal halott volt, mert fiát, II. Videt örökösként említik. II. Vid mellett Bertalannak volt még egy fia is, Henrik, akit 1198 és 1233 között említenek a források. Bertalan halála után 1198-ban a velencei tanács új oklevelet adott ki, amellyel II Vidnek, I. Jánosnak, valamint a kiskorú Henriknek ugyanolyan feltételekkel adta a szigetet és Krk városát, mint ahogy elődeik azt tartották.